# Stefan Höhener
Stefan Höhener né le 13 juin 1980 à Gais est un lugeur suisse.

## Carrière
Il participe à ses premières courses en Coupe du monde lors de la saison 1998-1999. Il a obtenu son premier podium en décembre 2006 à Park City en prenant la troisième place, avant de terminer cinquième du classement général de la Coupe du monde. En plus de deux autres podiums, il s'agit du meilleur résultat jamais obtenu par un lugeur suisse jusqu'à ce que Gregory Carigiet l'imite en 2014. Durant cet hiver, il a pris la cinquième place aux Championnats du monde disputés à Igls.
Il compte trois participations aux Jeux olympiques d'hiver, se classant treizième à Salt Lake City en 2002, quinzième Turin en 2006 et trentième à Vancouver en 2010.

## Palmarès

### Coupe du monde
- Meilleur classement général : 5e en 2006-2007.
- 3 podiums : 3 troisièmes places